# Witkeelijsvogel
De witkeelijsvogel (Halcyon badia) is een vogel uit de familie Alcedinidae (IJsvogels).

## Verspreiding en leefgebied
Deze soort komt voor van Sierra Leone tot Ghana, van zuidelijk Nigeria tot westelijk Soedan, Oeganda en centraal Congo-Kinshasa. 

## Status
De grootte van de populatie is niet gekwantificeerd maar de soort wordt omschreven als algemeen in geschikt habitat. Op de Rode lijst van de IUCN heeft deze soort de status niet bedreigd.